# La mia famiglia e altri animali
La mia famiglia e altri animali (My Family and Other Animals) è un romanzo autobiografico del naturalista britannico Gerald Durrell, che racconta parte della sua infanzia trascorsa sull'isola greca di Corfù tra il 1935 e il 1939. Nel libro egli narra in maniera umoristica la vita della famiglia Durrell sull'isola, e descrive anche la ricca fauna ivi presente. È il primo e più famoso romanzo di Durrell e fa parte della trilogia di Corfù, insieme a L'isola degli animali (titolo originale Birds, Beasts, and Relatives) e Il giardino degli dei (The Garden of the Gods).
Durrell aveva già scritto diversi libri di successo sui suoi viaggi descrivendo la cattura di animali allo stato brado per i giardini zoologici quando La mia famiglia e altri animali uscì nel 1956. La sua esagerazione comica delle debolezze della sua famiglia (soprattutto per quanto riguarda il fratello maggiore Lawrence Durrell, che in seguito divenne un famoso romanziere) e il vivo amore per la natura che traspariva dall'intero libro hanno fatto sì che esso avesse molto successo. L'autore fu in grado di finanziare così il Jersey Zoological Park (ora conosciuto come il Durrell Wildlife Park) nelle Isole del Canale. Divenne anche noto come romanziere e personaggio televisivo. I suoi libri aiutarono a stimolare lo sviluppo del turismo a Corfù.

## Contesto della vicenda

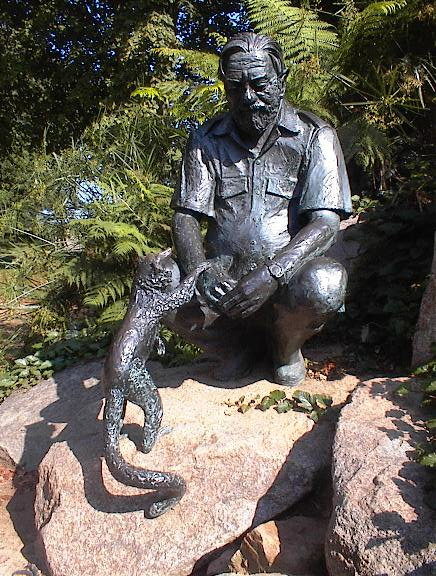
Gerald Durrell

Il libro è un resoconto autobiografico dei cinque anni che il futuro naturalista Gerald Durrell, di 10 anni all'inizio della storia, ha trascorso sull'isola di Corfù insieme alla sua famiglia e ad altri animali domestici. Il libro è diviso in tre sezioni, una per ognuna delle tre ville dove la famiglia visse sull'isola. La famiglia era composta dalla madre vedova e dai suoi figli: Larry, 23 anni; Leslie, 18 anni; Margo, 16 anni e, ovviamente Gerald (detto "Gerry"), insieme a Roger, il cane. Essi erano ferocemente protetti dal loro amico Spiro, taxista (Spiro "l'Americano" Hakiaoupulos) e dal mentore, l'enciclopedico Dr. Stephanides Theodore, che iniziò Gerald alla storia naturale. Altri personaggi molto eccentrici sono gli insegnanti privati di Gerald, gli artisti e i letterati che Larry invitava a rimanere, e i contadini locali che fecero amicizia con la famiglia.
La commedia umana è inframmezzata da descrizioni della vita animale che Gerald osservava nelle sue spedizioni in giro per l'isola e nelle varie case dove la famiglia viveva e dalle vicende degli animaletti che egli spesso raccoglieva e teneva come animali da compagnia: tra gli altri la tartaruga Achille, il piccione Quasimodo, Ulisse l'Assiolo (un piccolo rapace notturno), numerosi ragni, Alecko il gabbiano, due nuovi cagnolini di nome Pipì e Vomito, la cagna appartenente alla madre, chiamata Dodo, il cucciolo di Dodo e Vomito, e le gazze comuni chiamate Garze.

## Personaggi

### Personaggi principali
I personaggi principali sono i membri della famiglia Durrell, apparsi in tutti i capitoli del libro. Si riporta la loro età all'inizio della vicenda.
- Gerry - 10 anni: è, nei panni di se stesso bambino, il protagonista della storia, la voce narrante, e anche l'autore del libro. Molto curioso, appassionato di animali, conosce molte persone sull'isola, in particolare pastori e contadini. Durante i 5 anni trascorsi a Corfù, riesce a crearsi un vero e proprio zoo personale, costituito dai più svariati animali. Ha un cane,
- Roger, il grosso cane nero che lo accompagnerà in tutte le sue spedizioni; nel capitolo 11 a Roger si aggiungono due cuccioli che, su proposta di Larry, si chiameranno Pipì e Vomito. Spesso gli animali che porta a casa creano problemi ai fratelli Larry e Leslie, ma anche alla madre, la quale ne rimane spesso contrariata.

- Margo - 18 anni: è la sorella di Gerry, ossessionata dalle diete. Durante i 5 anni trascorsi a Corfù, riesce a fidanzarsi con un ragazzo turco, che però lascia dopo pochi giorni. Successivamente si fidanza con Peter, l'insegnante di Gerry nella seconda parte del libro, ma la madre, quando se ne accorge, lo allontana dall'isola. È l'unico membro della famiglia, ad eccezione della madre, che sostiene Gerry quando porta a casa un animale.

- Leslie - 19 anni: è il fratello di Gerry, appassionato di caccia. La sua seconda passione sono le barche. Così come Larry, il quale è spesso vittima degli animali, una volta gli è capitato di farsi il bagno in una vasca contenente delle bisce d'acqua. Leslie costruisce il regalo di compleanno di Gerry, che consiste in una barca per esplorare le isole vicine; la barca viene chiamata "Opima-Culandrona".

- Larry - 23 anni: è il più grande tra i fratelli di Gerry, appassionato di arte e, soprattutto, di letteratura. È grazie alla sua insistenza che la famiglia si trasferisce a Corfù. Larry è spesso vittima degli animali che Gerry è solito portare a casa.

- Louise - età sconosciuta: è la madre di Gerry, Margo, Larry e Leslie. È forse il personaggio più vago di tutta la vicenda; il suo vero nome viene rivelato in un solo capitolo (di solito viene chiamata "signora Durrell"). Non si conosce la sua età: il fatto che sia vedova è l'unica informazione che ci viene data sulla donna. Le piacciono il giardinaggio e la cucina. Appoggia Gerry quando porta a casa un animale ed è solita discutere con Larry.

### Personaggi umani secondari
All'interno del romanzo sono presenti numerosi personaggi secondari, quali:
- Spiro Hakiaoupulos (capitoli 1-2, 6-7, 9, 11, 13-14, 16, 18): è il tassista personale della famiglia Durrell; spesso si mostra disponibile e accondiscendente nei confronti della signora Durrell.

- Dottor Theodore Stephanides (capitoli 5-11, 13, 16, 18): Theodore è uno scienziato che si intende praticamente di tutto: medicina, astronomia e soprattutto storia naturale; infatti Theodore aiuterà Gerry nelle sue spedizioni e gli fornirà molte nozioni sugli animali e sulla natura. Theodore viene considerato un amico da tutti i membri della famiglia. Nutre una grande simpatia nei confronti di Gerry.

- Yani, Agathi, George, Peter, Console Belga, Kraflesky, Lugaretzia, Zatopec, Kosti, Michael.

### Animali
Gli animali rivestono un ruolo importante nella trama; i cani risultano essere fra i più rilevanti.
- Luna (capitoli 0-18): è una gatta meticcia dal mantello tricolore (rosso, nero e bianco). Viene descritta come una gatta affettuosa con tutti, soprattutto con Gerry e Margo. Lei e Roger sono gli unici animali presenti in tutti i capitoli.

- Roger (capitoli 0-18): è un cane meticcio. È sempre protettivo nei confronti dei suoi padroni, soprattutto con Gerry. Lui e Luna sono gli unici animali presenti in tutti i capitoli.

- Pipì e Vomito (parti 2-3, capitoli 11-18): Pipì e Vomito sono due cuccioli meticci regalati a Gerry per il suo compleanno. Pipì è marrone e bianco, mentre Vomito è bianco; entrambi con sopracciglia fulve. Dato che nessuno riusciva a dare un nome ai due cuccioli, Larry propose Pipì e Vomito. Gerry, nonostante non fosse d'accordo, acconsentì a continuare a chiamarli così (data l'assenza di altri nomi candidabili).

- Dodo (parti 2-3): è la cagna della madre.

## Genesi dell'opera
Il libro fu scritto nel 1955 a Bournemouth, dove Durrell stava recuperando da una grave forma d'itterizia. Sebbene Durrell dichiarasse spesso che la scrittura fosse per lui un compito noioso, per questo libro fu diverso: la sua prima moglie Jacquie rammentò: "Non ricordo mai che Gerry abbia lavorato come allora; sembrava che sprizzasse fuori da lui. Di Durrell si disse inoltre: "Aveva iniziato come un buon cuoco con tre ingredienti che, già deliziosi da soli, erano persino migliori in combinazione, e cioè: l'incantevole paesaggio di un'isola greca prima che il turismo arrivasse a devastarlo; la scoperta e l'amicizia con i selvaggi abitanti di quell'isola, sia animali che greci; il comportamento eccentrico di tutti i membri della sua famiglia." Il libro fu un successo immediato.
Nonostante La mia famiglia sia presentato come autobiografico, anche se non completamente obiettivo, gli eventi descritti non sono sempre veritieri – in particolare Larry visse in un'altra parte di Corfù con la sua prima moglie Nancy Durrell, che Gerald non menziona affatto. Anche la cronologia dei fatti, per come avvengono nel libro, è imprecisa, e il motivo della partenza dei Durrell da Corfù (la Seconda Guerra Mondiale) non è rivelato; al contrario, si sottintende che la famiglia sia tornata in Inghilterra per badare all'istruzione di Gerald.
Ad ogni modo, il libro è efficace nel rendere in modo vivido e scanzonato le impressioni di Gerald dai dieci a quindici anni d'età. Malgrado le omissioni e le inesattezze, Lawrence Durrell commentò: "Questo è un libro molto malizioso, molto divertente e, temo, alquanto veritiero – la migliore argomentazione che conosco per tenere dei tredicenni in collegio e non permettere loro di bighellonare per casa ad ascoltare le conversazioni di gente più anziana".
Il libro fu pubblicato in patria per la prima volta dalla Rupert Hart-Davis Ltd nel 1956 e in brossura dalla Penguin Books nel 1959; da allora è sempre rimasto in catalogo. La prima edizione italiana data al 1975 nella Biblioteca Adelphi.

## Adattamenti

### Televisione

#### 1987
My Family and Other Animals è il titolo di una serie televisiva in dieci puntate trasmessa dalla BBC nel 1987, scritta da Charles Wood e diretta da Peter Barber-Fleming. Tra gli interpreti vi erano Hannah Gordon e Brian Blessed, con Darren Redmayne nei panni del giovane Gerry.

#### 2005
Nel 2005, fu adattato ancora dalla BBC in un film di 90 minuti, Uno zoo in famiglia, con Eugene Simon come il giovane Gerry, Imelda Staunton come Mrs. Durrell e Omid Djalili come Spiro. Questa versione fu scritta da Simon Nye.

#### 2016
Dal 3 aprile 2016 l'ITV ha iniziato a trasmettere la serie televisiva I Durrell - La mia famiglia e altri animali, adattata da Simon Nye con Keeley Hawes nel cast.

### Teatro
Nel 2006, la compagnia Jersey Arts Centre's Theatre in Education produsse la prima versione per il palcoscenico, in occasione del cinquantesimo anniversario della pubblicazione del libro. Adattata e diretta da Daniel Austin, la commedia esordì il 22 febbraio 2007 alla Rouge Bouillon School di Saint Helier.

## Citazioni del titolo
Svariate opere hanno fatto riferimento al titolo del libro di Durrell, tra le quali le memorie di Simon Doonan Nasty: My Family and Other Glamorous Varmints, quelle di Kirin Narayan My Family and Other Saints e il romanzo di Josephine Feeney My Family and Other Natural Disasters. In Nanny Ogg's Cookbook di Terry Pratchett, c'è un riferimento a un libro fittizio intitolato My Family and Other Werewolves. L'autobiografia di Clare Balding del 2014 è intitolata My Animals and Other Family.

## Edizioni italiane
- Gerald Durrell, La mia famiglia e altri animali, traduzione di Adriana Motti, Biblioteca Adelphi 63, Milano, Adelphi, 1975,  p. 352.
- Gerald Durrell, La mia famiglia e altri animali, traduzione di Adriana Motti, Tascabili Bompiani 243, Milano, Bompiani, 1981,  p. 185.
- Gerald Durrell, La mia famiglia e altri animali, a cura di Etta Finelli, traduzione di Adriana Motti, Leggere a scuola 24, Firenze, Sansoni, 1982,  p. 155, ISBN 88-383-0012-7.
- Gerald Durrell, La mia famiglia e altri animali, a cura di Etta Finelli, traduzione di Adriana Motti, Fette di Melone 12, Firenze, Sansoni, 1990,  p. 254, ISBN 88-383-1195-1.
- Gerald Durrell, La mia famiglia e altri animali, traduzione di Adriana Motti, Gli Adelphi 7, Milano, Adelphi, 1997,  p. 352.